# (14597) Waynerichie
(14597) Waynerichie (1998 SV57) – planetoida z grupy pasa głównego asteroid okrążająca Słońce w ciągu 3,55 lat w średniej odległości 2,33 j.a. Odkryta 17 września 1998 roku.